# Ясеново (Воронежская область)
Ясеново — хутор в Каменском районе Воронежской области России. Входит в состав Евдаковского сельского поселения.

## География
Расположено в 18 километрах к северо-западу от города Калач.
Улицы: Комсомольская и Октябрьская, высота центра селения над уровнем моря — 169 м

## История
Хутор Ясенов по документальным свидетельствам известен с 1773 года. Поселен в Острогожских городских дачах, на земельном наделе, принадлежавшем казакам города.

## Население
| 1859 | 1897  | 1897 | 2010 |
| ---- | ----- | ---- | ---- |
| 322  | ↗2462 | ↘646 | ↘120 |

## Инфраструктура
Основа экономики — сельское хозяйство.

## Транспорт
Деревня доступна автотранспортом.